# Ivan VI. Kantakuzen
Ivan VI. Kantakuzen (grč. Ἰωάννης Κανταϰουζηνός, Iōánnēs Kantakouzēnós)  (Carigrad, oko 1293. – Mistra, 15. lipnja 1383.), bizantski car od 1341. do 1354. godine, iz bizantske plemićke obitelji Kantakuzen. Njegovo sudjelovanje u dvama građanskim ratovima u Bizantu i savezništvo s Turcima bilo je neposredan uzrok za ekspanziju novonastale osmanlijske države u Europu.

## Životopis
Bio je prijatelj i pristaša mladog bizantskog carevića Andronika III. koji je bio u sukobu oko prijestolja s djedom, carem Andronikom II. (1282. – 1328.). Na čelu pokreta protiv starog cara bio je i Sirgijan, po ocu kumanskog podrijetla, a po majci u srodstvu s carskom obitelji te Teodor Sinaden i Aleksije Apokauk.
Kada je Ivan Kantakuzen uspio, kupnjom položaja, doći do mjesta namjesnika u Trakiji, iskoristio je svoj novi položaj za organizaciju borbe protiv cara Andronika II. Na Uskrs 1321. godine Andronik III. je napao glavni grad i pridružio se vojsci koju su sakupili, kod Hadrijanopola Kantakuzen i ostali prijatelji mladog cara. Zastrašen zbog mogućeg dizanja pobune u samom Carigradu, stari je car sklopio primirje i predao unuku Androniku na upravu Trakiju i neke posjede u Makedoniji, čime je došlo do podjele carskog teritorija.:str. 295.-296.
Godine 1322. ponovno je buknuo građanski rat između mladog i starog cara. U taboru mladog Andronika izbio je sukob između velikog duksa Sirgijana i velikog domestika Ivana Kantakuzena. Budući da je Andronik III. stao na stranu svog prijatelja Kantakuzena, Sirgijan je prešao u tabor cara Andronika II. Unatoč gubitku sposobnog organizatora i vojskovođe, mladi Andronik je riješio sukob s djedom u svoj korist, jer je Andronik II. popustio i opet sklopio mir po prijašnjim uvjetima. Kao vrhunac sklapanja mira, Andronik III. je 2. veljače 1235. godine okrunjen za sucara svoga djeda.:str. 296.-297.
Nakon što je 1327. godine izbio treći građanski rat, Kantakuzen je u siječnju 1328. godine, u pratnji Andronika III. ušao u Solun, čime se cijela Makedonija pokorila mladom caru. U proljeće 1328. godine Andronik III. je zauzeo prijestolnicu Carigrad bez borbe i prisilio djeda Andronika II. na abdikaciju.
Po usponu na carsko prijestolje, Andronik III. (1328. – 1341.) se odužio svom prijatelju Ivanu Kantakuzenu kojeg je imenovao upraviteljem države. Zajedno su proveli sudske reforme i obnovili bizantsku flotu. Također, osvojili su Tesaliju i 1337. godine pokorili Epir.
Nakon smrti cara Andronika III. 1341., Kantakuzen je preuzeo regentstvo u ime Andronikovog maloljetnog sina Ivana V. Paleologa. Međutim, protiv Ivana Kantakuzena oformila se snažna opozicija na čelu s caricom Anom Savojskom, patrijarhom Ivanom Kalekom i Aleksijem Apokaukom. Uskoro je izbio građanski rat, nakon što su carica majka i patrijarh izvršili državni udar u trenutku Kantakuzenove odsutnosti iz Carigrada i proglasili ga uzurpatorom i izdajnikom te mu je oduzeta i uništena sva imovina. Kao odgovor na to, Kantakuzen se 26. listopada 1341. godine proglasio carem te se oslonio na tračko plemstvo i provinciju u borbi protiv carigradskog regentstva.:str. 303.-304.
Tijekom građanskog rata između aristokratskog vođe Kantakuzena i carigradskog regentstva izbili su na površinu brojni društveni antagonizmi koji su sada izravno utjecali na smjer sukoba. Aleksije Apokauk usmjerio je narodne mase protiv plemstva te je moć plemstva, koje je podupiralo Kantakuzena, bila posvuda slomljena. Mnoge pristaše napustile su Kantakuzena kako bi spasili svoj imetak i društveni položaj. Ostavši bez podrške u Carstvu, Kantakuzen se povukao na srpsku granicu i zatražio pomoć od srpskog kralja Stefana Dušana (1331. – 1355.), što je pomoglo srpskom vladaru u njegovim osvajačkim pretenzijama prema Bizantu. Unatoč sklopljenom savezu, Dušan nije želio pomoći nijednu stranu u sukobu, nakon čega se Kantakuzen povukao iz dogovora, a Dušan je dogovorio suradnju s carigradskim regentstvom. Usprkos tome, Kantakuzen je našao novog saveznika, Omura, emira Ajdina, čime je krajem 1342. godine osigurao vojnu pomoć prvo Seldžuka, a potom Osmanlija. Do ljeta 1345. godine Kantakuzen je osvojio čitavu Trakiju te se ohrabren pobjedama dao 21. svibnja 1346. godine okruniti u Hadrijanopolu za cara. Početkom 1347. godine ušao je u Carigrad, nakon čega je priznat za cara i suvladara mladom Ivanu V.:str. 306.-309.
Kantakuzen je bezuspješno pokušao zaustaviti srpsko napredovanje po Grčkoj, a njegov nekadašnji saveznik Stefan Dušan okrunio se 1346. godine za cara, čime je nastalo Srpsko Carstvo, koje je ubrzo u svoj sastav uključilo gotovo cijelu Makedoniju, Epir i Tesaliju. Kantakuzen se u tim očajnim uvjetima sve više oslanjao na svoje turske saveznike, ajdinskog bega, ali i Osmanlije, pa je 1352. godine darovao osmanskom princu Sulejmanu utvrdu Tzimpe na Galipoljskom poluotoku, što se pokazalo katastrofalnom greškom za Bizant i posredno ostale države europskog jugoistoka, pošto su iz tog uporišta osmanlijske snage dvije godine kasnije zauzele grad Galipolje, nakon što su mu gradske zidine bile razrušene u potresu, čime su započela osmanlijska osvajanja po Europi. 
Poslije uspostave mira, Kantakuzen je po treći put okrunjen za cara. Između Kantakuzena i Paleologa uspostavljena je rodbinska veza, jer je Kantakuzenova kći Helena udana za mladoga cara Ivana V., a Kantakuzenov je sin Matija Kantakuzen 1353. godine postao car i suvladar, što je uskoro izazvalo novi rat između dvaju dinastičkih obitelji. Krajnji ishod sukoba između Kantakuzena i Ivana V. bio je Kantakuzenov poraz, nakon kojeg je abdicirao s prijestolja i zamonašio se pod imenom monah Joasaf. U manastiru je napisao djelo Povijest, značajan izvor za bizantsku povijest od 1320. do 1357. godine. Umro je 15. lipnja 1383. na Peloponezu.

## Vanjske poveznice
- Ivan VI. Kantakuzen Hrvatska enciklopedija
- Ivan VI. Kantakuzen Proleksis enciklopedija

| Ivan VI. Kantakuzen Dinastija KantakuzenRođ. 1292. Umr. 15. lipnja 1383. | |                             |
| Vladarske titule                                                         | |                             |
| prethodnik Ivan V. Paleolog                                              | bizantski car 1347.–1353. Zajedno s Ivanom V. Paleologom (1341.–1376.) Matejem Kantakuzenom (1353.–1357.) | nasljednik Ivan V. Paleolog |